# Fylkesväg 664
Fylkesväg 664 (norska: Fylkesvei 664) är en primär fylkesväg i Hustadvika kommun i Møre og Romsdal fylke i västra Norge som går mellan tätorterna Elnesvågen och Bud. Vägen är 17,5 kilometer lång och asfalterad. Den passerar bland annat genom tätorten Tornes.
Vägen ansluter till:
- Fylkesväg 663 (vid Elnesvågen)
- Fylkesväg 6057 (vid Tornes)
- Fylkesväg 6056 (vid Tornes)
- Fylkesväg 6058 (vid Stavika)
- Fylkesväg 6060 (vid Bud)